# Teaneck
El municipio de Teaneck (en inglés: Teaneck Township) es un municipio ubicado en el condado de Bergen en el estado estadounidense de Nueva Jersey. En el año 2010 tenía una población de 39 776 habitantes y una densidad poblacional de 2456,83 personas por km².

## Geografía
El municipio de Teaneck se encuentra ubicado en las coordenadas 40°53′51″N 74°00′58″O / 40.89750, -74.01611.

## Demografía
Según la Oficina del Censo en 2000 los ingresos medios por hogar en el municipio eran de 74 903 dólares estadounidenses y los ingresos medios por familia eran 84 791 dólares. Los hombres tenían unos ingresos medios de 53 327 dólares frente a los 40 085 dólares para las mujeres. La renta per cápita para la localidad era de 32 212 dólares. Alrededor del 4,2 % de la población estaba por debajo del umbral de pobreza.